# Constituição da Dinamarca
A Lei Fundamental da Dinamarca (em dinamarquês:  Danmarks Riges Grundlov), também designada de forma simplificada como a Constituição da Dinamarca é a lei suprema do Reino da Dinamarca, que define o sistema político e respetivo funcionamento. É completada pela Lei Real (Kongeloven), pelo Acto de Sucessão (Tronfølgeloven), e pelos Estatutos (Selvstyreordningerne) das Ilhas Feroé e da Groenlândia.

## História

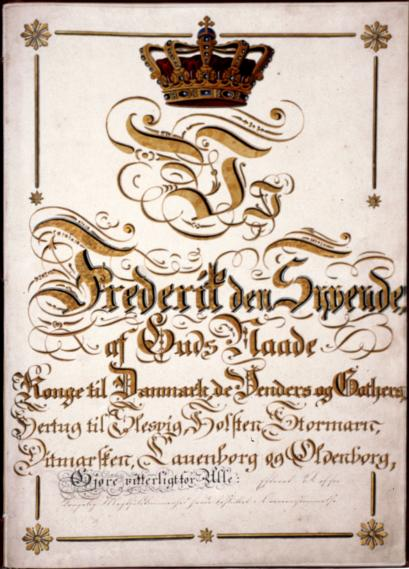
Constituição da Dinamarca de 1849

A sua primeira versão data de 1849, tendo recebido a última emenda em 1953.
A Constituição da Dinamarca define o país como uma monarquia constitucional, com uma separação precisa dos três poderes: O poder legislativo é exercido conjuntamente pelo rei e pelo parlamento, o poder executivo é da responsabilidade do rei, e o poder judiciário está nas mãos dos tribunais. O monarca tem um papel essencialmente cerimonial.
O texto contem 11 artigos, incluindo 89 parágrafos.

## Religião oficial do estado
A Dinamarca, tal como alguns outros países, tem uma religião oficial do estado — o protestantismo luterano. 
O parágrafo 4.º do capitulo I da Constituição da Dinamarca diz que: "A Igreja Evangélica Luterana é a igreja nacional dinamarquesa e apoiado como tal pelo Estado".